# Марија Рабреновић (сликарка)
Марија Рабреновић (Попови (Бијељина), 1934.- Нови Сад, 2008. године) је била сликарка и легаторка Музеја Семберије у Бијељини.

## Биографија
Поријеклом из Попова код Бијељине као Марија Бурић, радила је скоро 37 година као технички цртач, геометар и конструктор алата у Бијељини, Сарајеву, Београду, Бања Луци и Сомбору. Уз ово необично занимање почиње интензивно да се бави и својом великом љубави - сликањем. Више од тридесет и пет година водила је јединствен атеље за израду шема за ручне радове (гоблен-слике, таписерије и тепихе), репродукујући дјела свјетских умјетника, као и властите креације. Са 220 шема које су објављиване у Политикином часопису „БАЗАР“ постаје позната широм бивше Југославије и ван ње, што је сврстава непосредно иза чувеног Вилера и његових гоблена. У Паризу - Салон Де Бриколаз и Келну специјализовала је сликање на свили и текстилу као и другим подлогама са 18 сликарских техника. Сликала је текстил-свилу за фирму „ХОНДА“ из Јапана и по својим радовима постала позната у Јапану, Њемачкој, Италији и Аустралији. Поред 43 самосталне изложбе у земљи и иностранству учествовала је на 80 групних изложби, 13 ликовних колонија, 3 републичке и 25 жирираних изложби, као и Октобарском салону у Ковину и Бијеналу у Бијељини. Осим многобројних награда у домену ликовног стваралаштва, за узгајање цвијећа и озелењавање простора такође је награђивана у земљи, али и Бугарској, Аустрији и Италији. Године 1995., окупивши пријатеље и умјетнике у свом дому у Тивту, ствара интернационалну ликовну колонију - „Ланац пријатељства“ чији је циљ био повезивање људи, народа и простора. Колонија је одржана 13 пута уз учешће око 600 сликара из земље и иностранства а пратиле су је четрдесет и двије изложбе у региону. Живјела је на релацији Тиват - Нови Сад - Манчестер. Умрла је 2022. године у Новом Саду у 88. години.

## Легат у Музеју Семберије у Бијељини
Иако је скоро цијели радни вијек провела изван родног краја, везе са Семберијом остале су чврсте и непрекинуте. Учествујући на Седмом бијељинском бијеналу 2006. године ’враћа се’ у зграду Конака, односно Музеја Семберије у којој је прије скоро пуних шест деценије имала своје прво радно ангажовање као службеник среске управе. Двије године касније, 2008. године, у истом простору је одржана велика ретроспективна изложба слика и других умјетничких радова Марије Рабреновић када Музеју Семберије у Бијељини поклања 20 вриједних слика и више десетина стаклених витража, накита и других предмета и тако се уписује у листу бијељинских легатора.